# Bill Butler
Wilmer Cable (Bill) Butler (Cripple Creek,  7 april 1921 – Los Angeles, 5 april 2023) was een Amerikaanse cameraman die bekend was om zijn werk aan The Conversation (1974), Jaws (1975) en drie Rocky-sequels. Butler voltooide ook One Flew Over the Cuckoo's Nest (1975) na het ontslag van  Haskell Wexler.

## Erkentelijkheden
- 1975 - Nominatie Academy Award voor beste cinematografie, voor One Flew Over the Cuckoo's Nest
- 1975 - nominatie BAFTA voor beste cinematografie, voor One Flew Over the Cuckoo's Nest
- 1976 - Primetime Emmy Award voor uitmuntende cinematografie, voor Raid on Entebbe
- 1983 - Nominatie Primetime Emmy Award voor uitmuntende cinematografie, voor The Thorn Birds
- 1984 - Primetime Emmy Award voor uitmuntende cinematografie, voor A Streetcar Named Desire
- 1997 - Prijs voor beste cinematografie op het internationaal filmfestival van Stockholm, voor Deceiver
- 2003 - Oeuvreprijs van de American Society of Cinematographers

## Werk

### Films
| Jaar | Titel                                            | Regisseur            | Opmerking               |
| ---- | ------------------------------------------------ | -------------------- | ----------------------- |
| 1967 | Fearless Frank                                   | Philip Kaufman       |                         |
| 1969 | The Rain People                                  | Francis Ford Coppola |                         |
| 1970 | Adam's Woman                                     | Philip Leacock       |                         |
| 1971 | Drive, He Said                                   | Jack Nicholson       |                         |
| 1971 | The Return of Count Yorga                        | Bob Kelljan          |                         |
| 1972 | Deathmaster                                      | Ray Danton           |                         |
| 1972 | Melinda                                          | Hugh A. Robertson    |                         |
| 1972 | Hickey & Boggs                                   | Robert Culp          |                         |
| 1973 | Running Wild                                     | Robert McCahon       |                         |
| 1974 | The Conversation                                 | Francis Ford Coppola |                         |
| 1975 | The Manchu Eagle Murder Caper Mystery            | Dean Hargrove        |                         |
| 1975 | Jaws                                             | Steven Spielberg     |                         |
| 1975 | One Flew Over the Cuckoo's Nest                  | Miloš Forman         | Vervangt Haskell Wexler |
| 1976 | Lipstick                                         | Lamont Johnson       |                         |
| 1976 | The Bingo Long Traveling All-Stars & Motor Kings | John Badham          |                         |
| 1976 | Alex & the Gypsy                                 | John Korty           |                         |
| 1977 | Demon Seed                                       | Donald Cammell       |                         |
| 1977 | Capricorn One                                    | Peter Hyams          |                         |
| 1978 | Damien: Omen II                                  | Don Taylor           |                         |
| 1978 | Grease                                           | Randal Kleiser       |                         |
| 1978 | Uncle Joe Shannon                                | Joseph Hanwright     |                         |
| 1978 | Ice Castles                                      | Donald Wrye          |                         |
| 1979 | Rocky II                                         | Sylvester Stallone   |                         |
| 1980 | Can't Stop the Music                             | Nancy Walker         |                         |
| 1980 | It's My Turn                                     | Claudia Weill        |                         |
| 1981 | The Night the Lights Went Out in Georgia         | Ronald F. Maxwell    |                         |
| 1981 | Stripes                                          | Ivan Reitman         |                         |
| 1982 | Rocky III                                        | Sylvester Stallone   |                         |
| 1983 | The Sting II                                     | Jeremy Kagan         |                         |
| 1985 | Beer                                             | Patrick Kelly        |                         |
| 1985 | Rocky IV                                         | Sylvester Stallone   |                         |
| 1986 | Big Trouble                                      | John Cassavetes      |                         |
| 1988 | Biloxi Blues                                     | Mike Nichols         |                         |
| 1988 | Wildfire                                         | Zalman King          |                         |
| 1988 | Child's Play                                     | Tom Holland          |                         |
| 1990 | Graffiti Bridge                                  | Prince               |                         |
| 1991 | Hot Shots!                                       | Jim Abrahams         |                         |
| 1993 | Sniper                                           | Luis Llosa           |                         |
| 1993 | Cop and a Half                                   | Henry Winkler        |                         |
| 1993 | Beethoven's 2nd                                  | Rod Daniel           |                         |
| 1996 | Flipper                                          | Alan Shapiro         |                         |
| 1997 | Anaconda                                         | Luis Llosa           |                         |
| 1997 | Deceiver                                         | Jonas Pate Josh Pate |                         |
| 2000 | Ropewalk                                         | Matt Brown           |                         |
| 2001 | Frailty                                          | Bill Paxton          |                         |
| 2006 | Funny Money                                      | Leslie Greif         |                         |
| 2006 | The Plague                                       | Hal Masonberg        |                         |
| 2007 | Redline                                          | Andy Cheng           |                         |
| 2008 | The Chauffeur                                    | Jérôme Dassier       |                         |
| 2009 | Evil Angel                                       | Richard Dutcher      |                         |
| 2016 | The Boys at the Bar                              | Richard Dutcher      |                         |

#### Korte films
| Jaar | Titel              | Regisseur       | Opmerkingen  |
| ---- | ------------------ | --------------- | ------------ |
| 1968 | A Space to Grow    | Robert O'Donnel | Documentaire |
| 2005 | Berserker          | Josh Eckberg    |              |
| 2006 | Zombie Prom        | Vince Marcello  |              |
| 2008 | Looking Up Dresses | Jared Ingram    |              |

### Televisie

#### Tv-films
| Jaar | Titel                           | Regisseur           | Opmerkingen       |
| ---- | ------------------------------- | ------------------- | ----------------- |
| 1962 | The People vs. Paul Crump       | William Friedkin    | Documentaire      |
| 1965 | The Bold Men                    | William Friedkin    | Documentaire      |
| 1970 | A Clear and Present Danger      | James Goldstone     |                   |
| 1972 | Something Evil                  | Steven Spielberg    |                   |
| 1973 | Savage                          | Steven Spielberg    |                   |
| 1973 | Deliver Us from Evil            | Boris Sagal         |                   |
| 1973 | Sunshine                        | Joseph Sargent      |                   |
| 1973 | I Heard the Owl Call My Name    | Daryl Duke          |                   |
| 1974 | Indict and Convict              | Boris Sagal         |                   |
| 1974 | The Execution of Private Slovik | Lamont Johnson      |                   |
| 1975 | Target Risk                     | Robert Scheerer     |                   |
| 1975 | Hustling                        | Joseph Sargent      |                   |
| 1975 | Fear on Trial                   | Lamont Johnson      |                   |
| 1976 | Raid on Entebbe                 | Irvin Kershner      |                   |
| 1977 | Mary White                      | Jud Taylor          |                   |
| 1980 | Death Ray 2000                  | Lee H. Katzin       |                   |
| 1981 | Killing at Hell's Gate          | Jerry Jameson       |                   |
| 1984 | A Streetcar Named Desire        | John Erman          |                   |
| 1987 | Bates Motel                     | Richard Rothstein   |                   |
| 1989 | When We Were Young              | Daryl Duke          |                   |
| 1995 | A Walton Wedding                | Robert Ellis Miller |                   |
| 1997 | Don King: Only in America       | John Herzfeld       |                   |
| 1999 | Passing Glory                   | Steve James         |                   |
| 2000 | Hendrix                         | Leon Ichaso         | With Claudio Chea |
| 2002 | Joe and Max                     | Steve James         |                   |

#### Tv-series
| Jaar      | Titel           | Regisseur                                                            | Opmerkingen                         |
| --------- | --------------- | -------------------------------------------------------------------- | ----------------------------------- |
| 1972–1973 | Ghost Story     | Richard Donner Paul Stanley Don McDougall Leo Penn David Lowell Rich | 5 afleveringen                      |
| 1975      | McCoy           | Dean Hargrove Richard Quine                                          | Aflevering "The Big Ripoff"         |
| 1983      | The Thorn Birds | Daryl Duke                                                           | Miniserie                           |
| 1991      | Brooklyn Bridge |                                                                      |                                     |
| 1996      | Dark Skies      | Tobe Hooper                                                          | Aflevering "The Awakening (Deel 1)" |
| 1999      | G vs E          | Josh Pate Jonas Pate                                                 | Aflevering "Orange Volvo"           |